# Cruzada de los niños

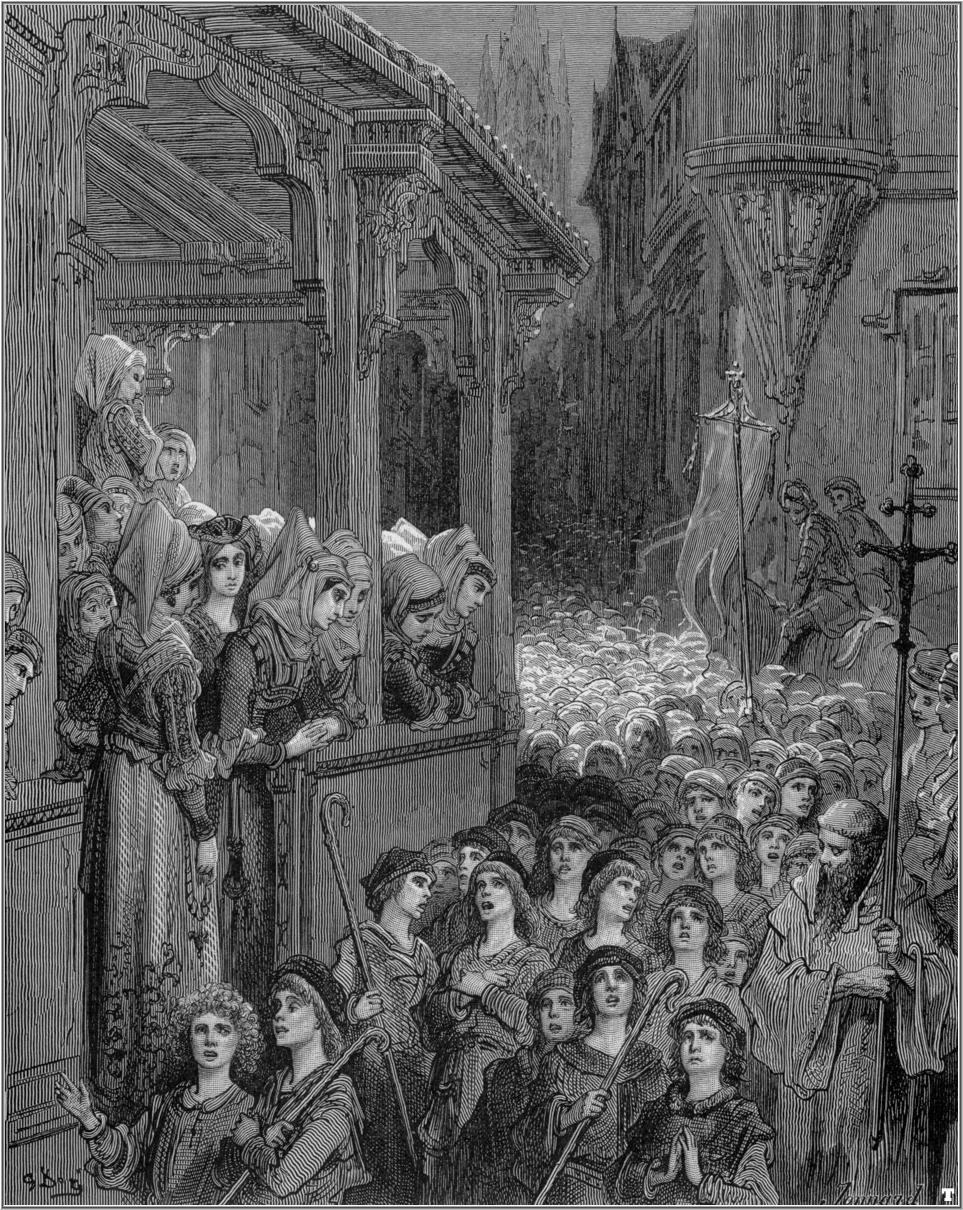
La Cruzada Infantil, por Gustave Doré.

La Cruzada Infantil o Cruzada de los Niños fueron un conjunto de ocho acontecimientos reales y ficticios sucedidos en 1212, tras las visiones de un muchacho alemán o francés. Los niños marchan hacia el sur de Italia. La venta de niños como esclavos estaba permitida. Existen muchos testimonios contradictorios, y los hechos reales son todavía objeto de debate entre los historiadores.

## Versión tradicional
La versión tradicional de la Cruzada Infantil comprende acontecimientos con referencias similares. Un niño dice haber sido visitado por Jesucristo, quien le ordena escribir de su puño y letra unas cartas que debe entregar al rey francés en las que se afirma que éste debe dirigir una nueva cruzada para recuperar Jerusalén. El niño entrega las cartas y se vuelve a su pueblo. El rey se toma a broma esas cartas.
El niño recibe una segunda visita de Jesucristo, que ahora le encomienda liderar él mismo una cruzada hecha por niños hacia Jerusalén, que caerá en manos cristianas por la pureza y bondad de sus almas. Le dicen también que no debe temer por el mar, ya que se abrirá como ya ocurrió con Moisés.
Al mismo tiempo, un niño alemán asegura que también ha sido mandado por Jesucristo en la misma empresa y reúne a un número bastante menor de niños alemanes.
De 20 000 a 30 000 niños se les unen y marchan hacia Niza, en el sur de Francia. En su camino pasan por ciudades y pueblos, y arrasan con la comida que encuentran. Más de la mitad de los niños deserta y los otros mueren de hambre.
Finalmente llegan a Niza menos de 2000 niños y 200 adultos. Para que se abra el mar, pasan dos semanas rezando desde que sale el sol hasta que se oculta; sin embargo no ocurre nada. Dos mercaderes les ofrecen siete barcos para cruzar el mar hasta Tierra Santa. Los niños suben a bordo de los barcos y zarpan. En Cerdeña se hunden dos barcos. Los otros cinco llegan a Alejandría, en Egipto, donde los 2000 niños son vendidos como esclavos por los dos mercaderes que les habían prestado los barcos. Ese es el fin de la Cruzada.
Según algunos historiadores,[cita requerida] no se trataba de niños sino de personas ya adultas. Otros[cita requerida] indican que un niño francés llegó a adulto y regresó a Francia convertido en sacerdote, por eso se conoce la historia.

## Versiones modernas
De acuerdo con recientes investigaciones, se ha encontrado que existieron dos movimientos de gente (de todas las edades) en 1212 en Alemania y Francia, cuya similitud pudo inspirar a los cronistas para elaborar la leyenda.
En el primer movimiento, Nicolás, un pastor de Alemania, condujo a un grupo a través de los Alpes hasta Italia a principios de primavera. Alrededor de 7000 hombres llegaron a Génova en agosto. Sin embargo, sus planes no fructificaron, pues las aguas no se abrieron a su paso, y la comitiva se desbandó. Algunos emprendieron el camino de vuelta a casa, otros fueron a Roma y los restantes pudieron haber seguido el curso del Ródano hasta Marsella, donde fueron probablemente vendidos como esclavos. Pocos llegaron a sus casas y ninguno llegó a la Tierra Santa.
El segundo movimiento fue conducido por un «pastorcillo» llamado Esteban de Cloyes cerca del pueblo de Châteaudun que aseguró en junio que portaba una carta de Jesús para el rey de Francia. Atrajo a un grupo de 30 000, con los que fue hasta Saint-Denis, donde se dijo que obró milagros. Bajo las órdenes de Felipe II de Francia o el consejo de la Universidad de París, la multitud fue enviada a casa, y muchos de ellos efectivamente volvieron. Ninguna de las fuentes de la época menciona plan alguno de ir a Jerusalén. Las investigaciones recientes sugieren que los participantes no eran niños o, al menos, no tan jóvenes.
A principios de la década de 1200, grupos de vagabundos aparecieron en Europa. Eran gente desplazada por los cambios económicos, que forzaron a muchos campesinos pobres del norte de Francia y Alemania a vender sus tierras. Estos grupos eran denominados pueri (del latín, ‘chicos’, ‘niños’) de forma condescendiente. Esto trajo como resultado estas bandas de hombres pobres que se unían en una protesta religiosa que transformaba su vagar forzoso en una misión religiosa. Los pueri marcharon, siguiendo a la Cruz Cristiana y asociándose con el viaje bíblico de Jesús. Esto, sin embargo, no era el preludio de una guerra santa.
Años más tarde, los cronistas leyeron los testimonios de estas procesiones y tradujeron el término pueri como «niños» sin entender su significado original. Así nació la Cruzada Infantil. La historia resultante ilustra lo fuertemente arraigado que estaba el concepto de cruzada en aquel tiempo; los cronistas asumieron que los pueri debían haber sido cruzados, y en su inocencia buscaron volver a la fundación de las cruzadas de Pedro el Ermitaño y encontraron la misma clase de destino trágico.
Según Matthew Paris, uno de los líderes de la Cruzada Infantil pasó en 1251 a ser «La Maître de Hongrie», el líder de la Cruzada de los Pastores.

### Estudios científicos
Anteriormente a Raedts sólo unas pocas publicaciones científicas investigaron la Cruzada Infantil. La primera fue realizada por el francés G. de Janssens (1891) y el alemán R. Röhrich (1876). Ambos analizaron las fuentes pero no el relato. El medievalista estadounidense D. C. Munrol proporciona, de acuerdo con Raedts, el mejor análisis de las fuentes y fue el primero que proporcionó un informe convincente de la Cruzada sin leyendas. Posteriormente, J. E. Hansbery (1938-9) publicó una corrección de la obra de Munro, pero desde entonces ha sido desacreditada por haberse basado en una fuente no fiable el psiquiatra alemán J. F. C. Hecker (1865) dio una interpretación original de la cruzada, pero se produjo una polémica sobre «enfermizo emocionalismo religioso» que desde entonces ha sido desacreditada.
P. Alphandery publicó sus ideas acerca de la cruzada por primera vez en 1916 en un artículo que más tarde fue publicado en forma de libro en 1959. Consideró la cruzada como una expresión del culto medieval a los inocentes, una especie de sacrificio en el que los inocentes se entregaban por el bien de la Cristiandad; sin embargo basó sus ideas en algunas de las fuentes menos fiables.
Adolf Waas (1956) vio la Cruzada Infantil como una manifestación de la piedad caballeresca y una protesta contra la glorificación de la Guerra Santa.
H. E. Mayer (1960) desarrolló las ideas de Alphandery sobre los inocentes, diciendo que los niños eran el pueblo elegido por Dios porque eran los más pobres y, reconociendo el culto a la pobreza, dijo que «the Children's Crusade marked both the triumph and the failure of the idea of poverty». (La Cruzada Infantil marcó tanto el triunfo como el fracaso de la idea de pobreza)
Giovanni Miccoli (1961) fue el primero en percatarse de que las fuentes contemporáneas no decían que los participantes fueran niños. Esto socavó los cimientos del resto de interpretaciones (excepto quizá la de Cohn).
Norman Cohn (1971) lo vio como un movimiento premileniarista en el que los pobres trataban de escapar a la miseria de su vida cotidiana.
El análisis de Peter Raedts (1977) está considerada la mejor fuente hasta la fecha sobre los muchos factores que envuelven la Cruzada Infantil.

### Testimonios populares
Además de los estudios científicos hay muchas versiones y teorías populares sobre la Cruzada Infantil.
En A History of the Crusades (1962), Norman Zacour concuerda generalmente con las conclusiones de Munro, y añade que en la época había inestabilidad psicológica, concluyendo que la Cruzada Infantil remains one of a series of social explosions, through which medieval men and women —and children too— found release (‘es una de una serie de explosiones sociales a través de las cuales los hombres y mujeres -y niños también- de la Edad Media encontraron liberación’).
Steven Runciman da un testimonio de la Cruzada Infantil en A History of the Crusades.
Donald Spoto, en un libro sobre San Francisco de Asís, dijo que los monjes les llamaron niños y no vagabundos pobres porque la pobreza estaba considerada pía y la Iglesia estaba avergonzada de su riqueza en contraste con la pobreza. Esto, de acuerdo con Spoto, dio comienzo a una tradición literaria de la que originó la leyenda popular de los niños. Esta idea concuerda con las teorías de H. E. Mayer.

## En la literatura
- En 1960, el escritor polaco Jerzy Andrzejewski publicó la novela Bramy raju (Las puertas del Paraíso), escrita en sólo dos párrafos (el primero de 180 páginas y el segundo de una línea) donde enlaza una serie de monólogos, que son las confesiones de varios niños y jóvenes a un sacerdote. En 1965 fue traducida al español por el escritor mexicano Sergio Pitol.
- En 1973, Thea Beckman escribió el libro Cruzada en jeans, que narra las aventuras de un niño del siglo XX viajero del tiempo durante la cruzada de 1212.
- La cruzada es narrada gráficamente en el número 226 de la revista mexicana de historietas Epopeya, del 13 de febrero de 1974, titulado La Cruzada de los niños.[10]
- El flautista de Hamelín es una fábula o leyenda documentada por los Hermanos Grimm (cuyo nombre original es Der Rattenfänger von Hameln) entre 1812 y 1814, donde narra como salen de un pueblo los niños en una descripción similar a la cruzada y posiblemente está relacionada con esta.
- En el cómic La cruzada de los niños, con guion del inglés Neil Gaiman, se realiza una aproximación a esta historia y a todas las que giran alrededor de ella, como «El flautista de Hamelín», poco a poco, en pequeños relatos que giran en torno al hilo principal conductor, la desaparición de cuarenta niños de un pequeño pueblo inglés y la investigación que dos niños detectives muertos realizan para descubrir el paradero de una de las víctimas, hermana de la niña que les contrata. Probablemente sea una de las obras que más se adentran en este tema desvelando todas las historias y leyendas que alrededor de ella han surgido a lo largo de los años, ofreciendo una visión amplia y exhaustiva del tema y los mitos surgidos sobre la historia.[11]
- La novela del autor estadounidense Kurt Vonnegut Matadero cinco lleva como subtítulo «La cruzada de los niños». En ella se narran brevemente los episodios históricos. El autor busca una satirización de la Segunda Guerra Mundial al compararla con lo absurdo de la Cruzada Infantil.
- La cruzada de los niños, Marcel Schwob (1895)
- Un ejército de niños, de Evan H. Rhodes (1978, título original An Army Of Children).
- Cruzadas de Michel Azama (1988)
- El sol de la nieve de Luis Mateo Díez (2008). Relato de ficción que habla sobre la desaparición de los niños del pueblo imaginario de Celama y en el que se alude a la Cruzada de los Niños.
- "El barco de los niños", Mario Vargas Llosa, cuento (2015). Editorial Alfaguara
- "La cruzada de los inocentes", Usamaru Furuya.
- "La cruzada de los niños"[12] del poeta Bertolt Bretch, unlargo poema narrativo en el que se cuenta la aventura de un grupo de pequeños alemanes, polacos y judíos que huyen de la guerra en 1939.[13]
- En 1995, María Díaz de la Cebosa fundó la ONG “Cruzada por los niños” con el objetivo de extender ayuda, protección y educación a los niños y jóvenes del mundo.[14]

### En la Música
- La Croisade des Enfants (1902), un oratorio por Gabriel Pierné, para coro de niños, basado en La croisade des enfants ("La Cruzada de los niños") por Marcel Schwob.
- The Death of the Bishop of Brindisi (1963), una cantata dramática para dos solistas, coro y orquesta, escrito y compuesto por Gian Carlo Menotti, centrado en el arrepentimiento del Obispo de Brindisi, por haber bendecido la cruzada de los niños.
- "Los niños perdidos" ("Τα παιδιά που χάθηκαν"), una canción de Dionysis Savvopoulos publicada en 1969 en su disco "Το περιβόλι του τρελού"
- "Children's Crusade", una canción de Sting en su album de 1985 The Dream of the Blue Turtles. No trata sobre el evento en sí, pero usa el título como una analogía.
- "Children's Crusade", una canción de Tonio K en su album de 1988 Notes from the Lost Civilization.
- La influyente banda australiana de rock progresivo Cinema Prague tituló su gira de 1991 "The Children's Crusade" como una referencia satírica a las edades de los miembros de la banda, ya que en ese momento, la mayoría de la banda todavía eran adolescentes.
- "Untitled Track", una canción de The Moon Lay Hidden Beneath a Cloud, publicada en su EP Yndalongg de 1996. Cuenta una versión de la historia en la que las visiones de los niños fueron inspiradas por el Diablo.
- The Diabolic Procession (2006), un disco conceptual de la banda de [hard rock] Bible of the Devil.[15]
- "Children's Crusade", una ópera contemporánea por R. Murray Schafer, estrenada en 2009.

### En el cine
- Gates to Paradise (1968), versión cinematográfica de Andrzej Wajda de la novela de Jerzy Andrzejewski.
- Lionheart (1987), película que mezcla la historia y la fantasía, basada en las historias sobre la Cruzada de los Niños.
- La Croisade des enfants (1988), un telefilm en dos partes, dirigido por Serge Moati and broadcast on FR3.
- Crusade in Jeans, (Cruzadas: Atrapado en el pasado en España), (2006), película que narra un viaje en el tiempo de un adolescente que es trasladado a la Cruzada de los Niños.